# Protaetia exasperata
Protaetia exasperata är en skalbaggsart som beskrevs av Leon Fairmaire 1898. Protaetia exasperata ingår i släktet Protaetia och familjen Cetoniidae.

## Underarter
Arten delas in i följande underarter:
- P. e. akitai
- P. e. nakana
- P. e. satoi
- P. e. erabuana
- P. e. uenoi
- P. e. nomurai
- P. e. suwanoseana
- P. e. iheyana